# Visează androizii oi electrice?
Visează androizii oi electrice? (1968) (titlu original Do Androids Dream of Electric Sheep?) este un roman al scriitorului american Philip K. Dick. Acțiunea principală îl prezintă pe vânătorul de recompense Rick Deckard, care vânează androizi, în timp ce acțiunea secundară îl prezintă pe John Isidore, un om cu o inteligență sub medie, care se împrietenește cu unii dintre androizi.
Acțiunea romanului se petrece într-un apropiat viitor post-apocaliptic, în care Pământul și populația sa au fost grav afectate de un Război Nuclear. Majoritatea speciilor de animale au fost exterminate sau sunt pe cale de dispariție din cauza radiațiilor. A avea un animal este un semn al poziției sociale, dar accentul este pus pe empatia experimentată de oameni față de animale.
Deckard, protagonistul, este pus în fața celor șase androizi din modelul retras Nexus-6 (ultimul și cel mai performant model), care au evadat. Profitând de această însărcinare, romanul explorează problema a ceea ce înseamnă să fii om. Spre deosebire de oameni, androizii nu sunt empatici. În principiu, Dick prezintă calitățile definitorii care-i separă oamenii de androizi.
Acțiunea romanului a stat la baza filmului Blade Runner din 1982.

## Cadrul
Acțiunea romanului Visează androizii oi electrice? se petrece în 1992 (sau 2021 în edițiile ulterioare), la ani de zile după ce mare parte a Pământului a fost distrusă de radioactivitatea ce a urmat Ultimului Război Mondial. Națiunile Unite încurajează emigrarea în coloniile spațiale, sperând să ferească rasa umană de efectele distrugătoare ale radioactivității. Fiecărui emigrant i se dăruiește un servitor android, pentru a stimula emigrarea.
Populația rămasă locuiește în orașe dezorganizate, ruinate, în care radiațiile otrăvitoare o îmbolnăvesc și îi deteriorează genele. Animalele sunt rare, așa încât majoritatea oamenilor se orientează spre cele sintetice sau electrice, mai ieftine. Protagonistul, Rick Deckard, are o oaie, dar aceasta moare de tetanos, fiind nevoit să o înlocuiască cu una electrică.
Principala religie a Pământului este mercerismul, în care cutiile empatiei leagă simultan utilizatorii într-o conștiință colectivă bazată pe suferința lui Wilbur Mercer. Aparițiile televizate ale Matahalei Prietenoase reprezintă a doua religie, desemnată să submineze mercerismul și să permită androizilor să participe la un fel de spiritualitate consumeristă.

### Androizii
Androizii sunt folosiți doar pe coloniile marțiene, dar mulți fug pe Pământ, pentru a scăpa de izolarea psihologică și de starea de sclavie. Deși sunt realizați din materiale biologice și nu pot fi deosebiți de oameni din punct de vedere fizic, ei sunt considerați mașini. Vânătorii de recompense, cum e Rick Deckard, vânează și "retrag" (omoară) androizii evadați care se dau drept oameni. Deseori, departamentul de poliție a lui Deckard adună și analizează cadavrele celor considerați androizi, pentru a confirma că sunt, cu adevărat, artificiali.
Primele modele de androizi erau mai ușor de depistat datorită inteligenței lor limitate. Pe măsură ce tehnologia s-a îmbunătățit, vânătorii de recompense au fost obligați să facă teste de empatie pentru a-i deosebi pe oameni de androizi, măsurând impulsul empatic sau lipsa sa prin întrebări menite să evoce un răspuns emoțional, adesea folosind pentru asta tema animalelor. Deoarece androizii nu sunt empatici, răspunsurile lor lipsesc sau sunt false și vizibil mai lente ca ale oamenilor. Testul Boneli, folosit de alt departament de poliție din San Francisco, măsoară viteza arcului-reflex al ganglionilor superiori ai coloanei vertebrale, lucru foarte dureros pentru subiect și cu rezultate care necesită o procesare îndelungată.

## Intriga
Romanul prezintă una din zilele vieții vânătorului de recompense Rick Deckard, în timp ce urmărește androizii renegați care și-au luat identități umane. 
În ciuda faptului că e căsătorit, el se îndrăgostește și se culcă cu Rachael Rosen, o androidă frumoasă despre care crede că e umană și care încearcă să îl facă să renunțe la vânătoarea lui. Deckard începe să își pună întrebări despre umanitate, moralitate și empatie. După retragerea celui de-al doilea android este arestat, dar este salvat de colegul vânător de recompense Phil Resch, după întâlnirea cu una android care se dădea drept ofițer de poliție. Încurcătura morală se adâncește după o perioadă de timp în care lucrează alături de Phil Resch, care se dovedește a fi un vânător de recompense dur.  
În paralel cu povestea lui Deckard se desfășoară cea a lui J.R. Isidore, șofer la un magazin pentru repararea animalelor care nu este calificat să părăsească Pământul și locuiește singur, contactul lui cu exteriorul fiind limitat la cutiile empatiei. Pris Stratton se mută în clădire, iar singuraticul Isidore încearcă să se împrietenească cu ea. Se dovedește că Pris este un android scăpat, identic la înfățișare cu Rachael Rosen.
Deckard reușește să retragă toți androizii ilegali, primind o citație pentru numărul record de ucideri într-o zi. Revenit acasă, descoperă că Rachael Rosen i-a ucis animalul de casă, o capră adevărată, împingându-l de pe acoperiș. Înțelegând că Rachael s-a răzbunat, Deckard este mulțumit de faptul că pierderea este de natură financiară; mult mai gravă ar fi fost uciderea soției lui. 
Călătorind într-un deșert izolat pentru a medita, are o epifanie. De asemenea, găsește o broască râioasă, specie considerată a fi dispărută și, în același timp, animalul preferat al lui Mercer. Deckard o aduce acasă, unde soția lui descoperă că e, de fapt, artificială. Deckard e dezamăgit, dar "preferă" să știe că e artificială.

## Adaptări

### Film
În 1982, Hampton Fancher și David Peoples au realizat un film care pornește de la ideea romanului, film care a devenit Blade Runner, fiind regizat de Ridley Scott. Succesul internațional al filmului a ajutat la aducerea în atenția publicului a cărții și a autorului ei. Din acest motiv, după 1982, unele ediții din Visează androizii oi electrice? au apărut sub titlul Blade Runner sau, cum s-a întâmplat în cazul primei ediții românești, Vânătorul de recompense.

### Carte audio
Au apărut cel puțin două adaptări sub formă de carte audio. Versiunea prescurtată lansată în 1994 cuprindea actorii Matthew Modine și Callista Flockhart și ocupa două casete audio, rulând aproximativ trei ore.
O nouă versiune a fost lansată în 2007, pentru a coincide cu lansarea ediției Blade Runner: The Final Cut. În lectura lui Scott Brick, această versiune este completă și durează aproximativ 9,5 ore, ocupând opt CD-uri. Fiind o versiune legată de film, ea folosește posterul de la Blade Runner: The Final Cut și titlul Blade Runner.

### Muzică
Pe albumul din 1997 Chaos Laboratory al grupului Growling Mad Scientists apare melodia "Do Androids Dream of Electric Sheep".
Formația Incubus a înregistrat un cântec intitulat "Talk Shows On Mute", în care se face referință la roman în versurile: "Still and transfixed/the electric sheep are dreaming of your face." (Nemișcată și transfigurată/oaia electrică visează la chipul tău)
Trupa punk Superchick se referă la roman în cântecul "Alive" în  versul "Do robots dream of electric sheep?" (Visează roboții oi electrice?)

### Teatru
Lansarea dramatizării realizate de Edward Einhorn este planificată pentru noiembrie/decembrie 2010 la teatrul 3LD din New York.

### BD
În 1982 Marvel Comics a realizat o adaptare după film, intitulată A Marvel Comics Super Special: Blade Runner, scrisă de Archie Goodwin, cu desene de Al Williamson, Ralph Reese și Dan Green.
Începând din 2009, BOOM! Studios a început publicarea unei adaptări în 24 de numere a cărții Visează androizii oi electrice?, conținând întreg textul romanului. În aprilie 2010, Boom! Studios a anunțat că se lucrează la o continuare. Dust To Dust va fi o serie de patru numere care va începe pe 26 mai 2010 și va fi scrisă de Chris Robertson, cu desene de Robert Adler.